# Volta (microarquitectura)

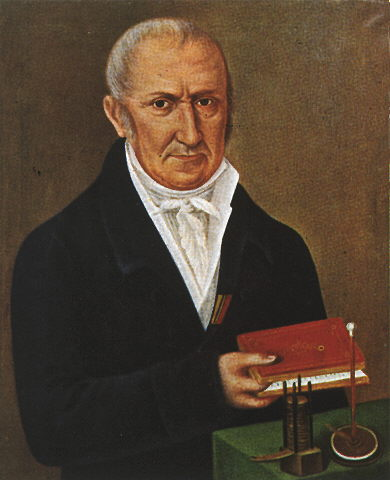
Retrat d'Alessandro Volta, del qual en pren el nom.

Volta és el nom en clau, però no la marca registrada, per a una microarquitectura de GPU desenvolupada per Nvidia, succeint a Pascal. Es va anunciar per primera vegada en un full de ruta el març de 2013, encara que el primer producte no es va anunciar fins al maig de 2017. L'arquitectura rep el nom del químic i físic italià Alessandro Volta dels segles XVIII – XIX. Va ser el primer xip de NVIDIA que inclou Tensor Cores, nuclis especialment dissenyats que tenen un rendiment d'aprenentatge profund superior als nuclis CUDA normals. L'arquitectura es produeix amb el procés FinFET de 12 nm de TSMC. La microarquitectura Ampere és la successora de Volta.
La primera targeta gràfica que la va utilitzar va ser el centre de dades Tesla V100, per exemple, com a part del sistema Nvidia DGX-1. També s'ha utilitzat al Quadro GV100 i al Titan V. No hi havia targetes gràfiques GeForce convencionals basades en Volta.
Després de dos procediments USPTO, el 3 de juliol de 2023, NVIDIA va perdre l'aplicació de la marca Volta en el camp de la intel·ligència artificial. El propietari de la marca Volta segueix sent Volta Robots, una empresa especialitzada en IA i algorismes de visió per a robots i vehicles no tripulats.

## Detalls
Les millores arquitectòniques de l'arquitectura de la Volta inclouen les següents:
- Capacitat de càlcul CUDA 7.0↵
  - execució simultània d'operacions d'enter i coma flotant
- El procés FinFET de 12 nm de TSMC, que permet 21.100 milions de transistors.
- Memòria d'amplada de banda alta 2 (HBM2),
- NVLink 2.0: un bus d'ample de banda elevat entre la CPU i la GPU, i entre diverses GPU. Permet velocitats de transferència molt més altes que les que es poden aconseguir mitjançant PCI Express; s'estima que proporciona 25 Gbit/s per carril.[11] (Desactivat per a Titan V)
- Nuclis de tensor: un nucli de tensor és una unitat que multiplica dues matrius FP16 de 4×4 i després afegeix una tercera matriu FP16 o FP32 al resultat mitjançant operacions de multiplicació i suma fusionades, i obté un resultat FP32 que es podria degradar opcionalment a un Resultat FP16.[12] Els nuclis de tensor estan destinats a accelerar l'entrenament de les xarxes neuronals. Els nuclis Tensor de Volta són de primera generació mentre que Ampere té nuclis Tensor de tercera generació.[2]
- PureVideo Feature Set I descodificació de vídeo de maquinari

## Productes
Volta s'ha anunciat com la microarquitectura de la GPU dins de la generació Xavier de Tegra SoC centrada en els cotxes autònoms.
A la conferència anual sobre tecnologia GPU de Nvidia el 10 de maig de 2017, Nvidia va anunciar oficialment la microarquitectura Volta juntament amb el Tesla V100. La GPU Volta GV100 està construïda sobre un 12 mida del procés nm utilitzant memòria HBM2 amb 900 GB/s d'ample de banda.
Nvidia va anunciar oficialment el NVIDIA TITAN V el 7 de desembre de 2017.
Nvidia va anunciar oficialment el Quadro GV100 el 27 de març de 2018.
| Model                     | Llançament            | Model        | Transistors | Tecnologia | Interfície BUS | Ample Banda |
| ------------------------- | --------------------- | ------------ | ----------- | ---------- | -------------- | ----------- |
| Nvidia Titan V            | 7 de desembre de 2017 | GV100-400-A1 | 21.1 M      | TSMC 12 nm | PCIe 3.0 × 16  | 652 Gb/s    |
| Nvidia Quadro GV100       | 27 de març de 2018    | GV100        | 21.1 M      | TSMC 12 nm | PCIe 3.0 × 16  | 868 Gb/s    |
| Nvidia Titan V Edició CEO | 21 de juny de 2018    | GV100        | 21.1 M      | TSMC 12 nm | PCIe 3.0 × 16  | 70 Gb/s     |

## Aplicació
També s'informa que Volta s'inclou als superordinadors Summit i Sierra, utilitzats per al càlcul GPGPU. Les GPU Volta es connectaran a les CPU POWER9 mitjançant NVLink 2.0, que s'espera que admeti la coherència de la memòria cau i, per tant, millori el rendiment de la GPGPU.